# Carl Wrangel
Carl Gustaf Wrangel, född 30 november 1667 i Stockholm, död 29 maj 1707 i Altranstädt, var en svensk greve och militär.

## Biografi
Carl Wrangel var son till Didrik Wrangel och Magdalena Clerck. Han blev efter studier vid Uppsala universitet 1688 fänrik vid Livgardet och trädde 1690 i fransk krigstjänst. Han bevistade 1691 i Nederländerna, bland annat belägringen av Mons, besökte 1692 Sverige, där han utnämndes till löjtnant, men återvände till Frankrike och deltog i 1692–1693 års strider i Flandern. Efter hemkomsten till Sverige befordrades han till löjtnant i Drabantkåren. Han medföljde 1698 ambassadören greve Carl Bonde på dennes ambassad till England för att efter Karl XI:s död återlämna den av kungen innehavda Strumpebandsorden och erhöll 1700 överstes rang. Ända från början av Stora nordiska kriget deltog Wrangel i Karl XII:s fälttåg som en av souscheferna för drabanterna och bevistade landstigningen vid Humlebæk, och slagen vid Narva, Düna, Kliszów, Pułtusk och Punitz. 1706 utnämndes han till kaptenlöjtnant och chef för Drabantkåren samt generalmajor av kavalleriet men avled följande år i fläckfeber. 
Wrangel författade en utförlig relation över slaget vid Narva, avsedd som underlag för Gustaf Adlerfelts Histoire militaire de Charles XII, roi de Suède och utgiven tillsammans med några av Wrangels brev av Samuel Ebbe Bring i Karolinska förbundets årsbok 1910. Wrangel var en skicklig kavalleriofficer och förde sin trupp med stor framgång. Han var högt uppskattad kungen, men hans snabba befordran gav honom många avundsmän. Av Nils Reuterholm har han fått en mycket nedsättande karakteristik. Wrangels vän, drabantkorpralen Bror Classon Rålamb prisade dock högt Wrangels soldategenskaper i ett minnestal över honom, tryckt i Leipzig 1707.